# Château de Frémigny
Le château de Frémigny est un château français situé dans la commune de Bouray-sur-Juine, dans l'ancienne province de Hurepoix, aujourd'hui département de l'Essonne et la région Île-de-France, à trente-sept kilomètres au sud de Paris.

## Situation
| \| Localisation du château de Frémigny dans l'Essonne. · Château de Frémigny \| Localisation du château de Frémigny dans l'Essonne. |
| Localisation du château de Frémigny dans l'Essonne. · Château de Frémigny                                                           |

## Histoire
Le château a été bâti au XVIIIe siècle sur les restes d'une villa gallo-romaine par la famille Huguet de Montaran-Sémonville. Charles-Louis Huguet de Sémonville, grand référendaire de la Chambre des pairs, le cède à son fils adoptif Charles-Tristan de Montholon, compagnon de Napoléon Ier à Sainte-Hélène, en 1825.
Il appartient au banquier André Homberg dans les années 1930.
Il est depuis 1963 la possession du groupe d'assurances UAP – devenue AXA – qui a entièrement restauré le château durant les années 1980, afin d'en faire un centre de formation.

## Galerie

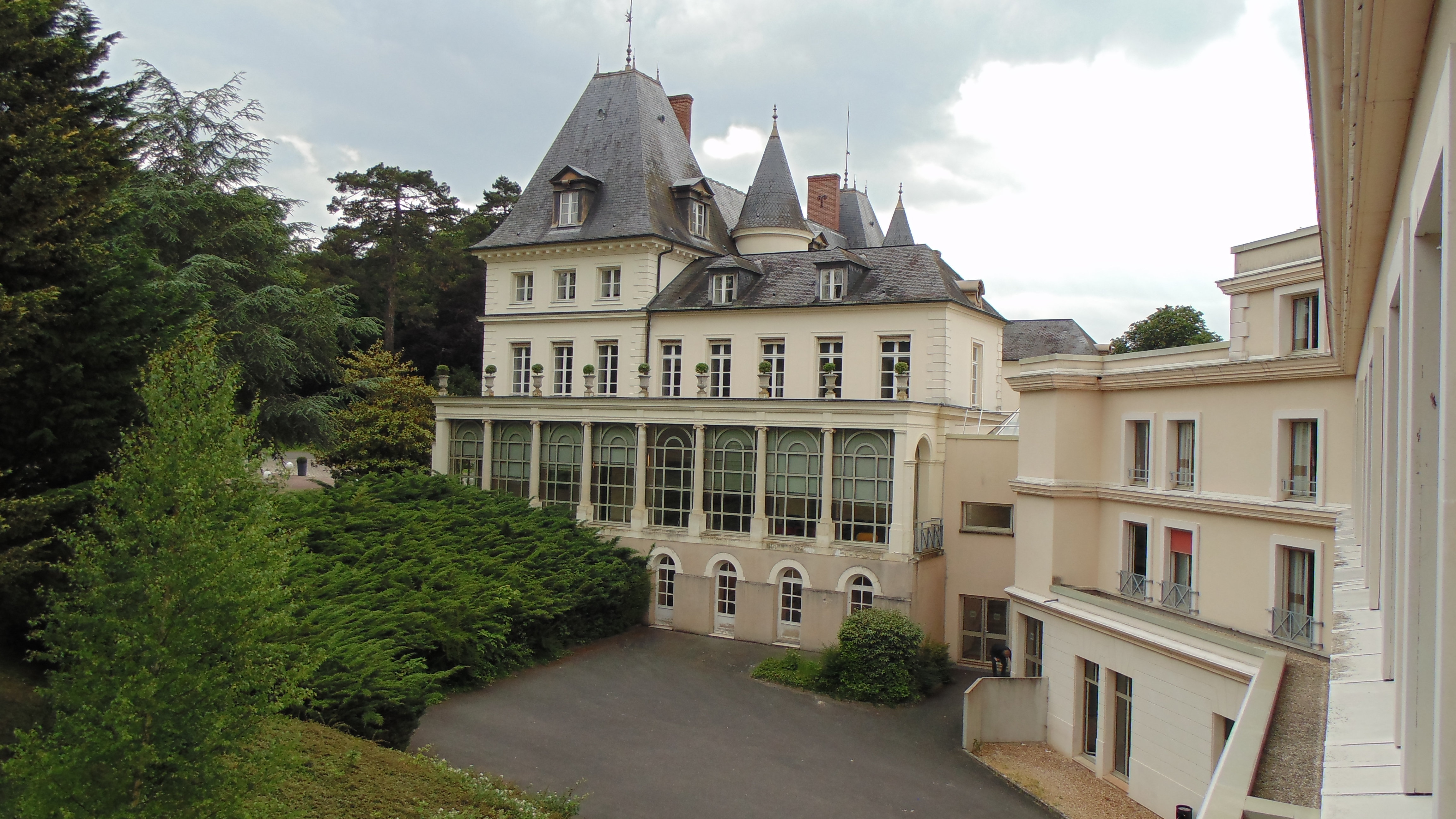
Vue du 2e étage depuis l'aile Est.
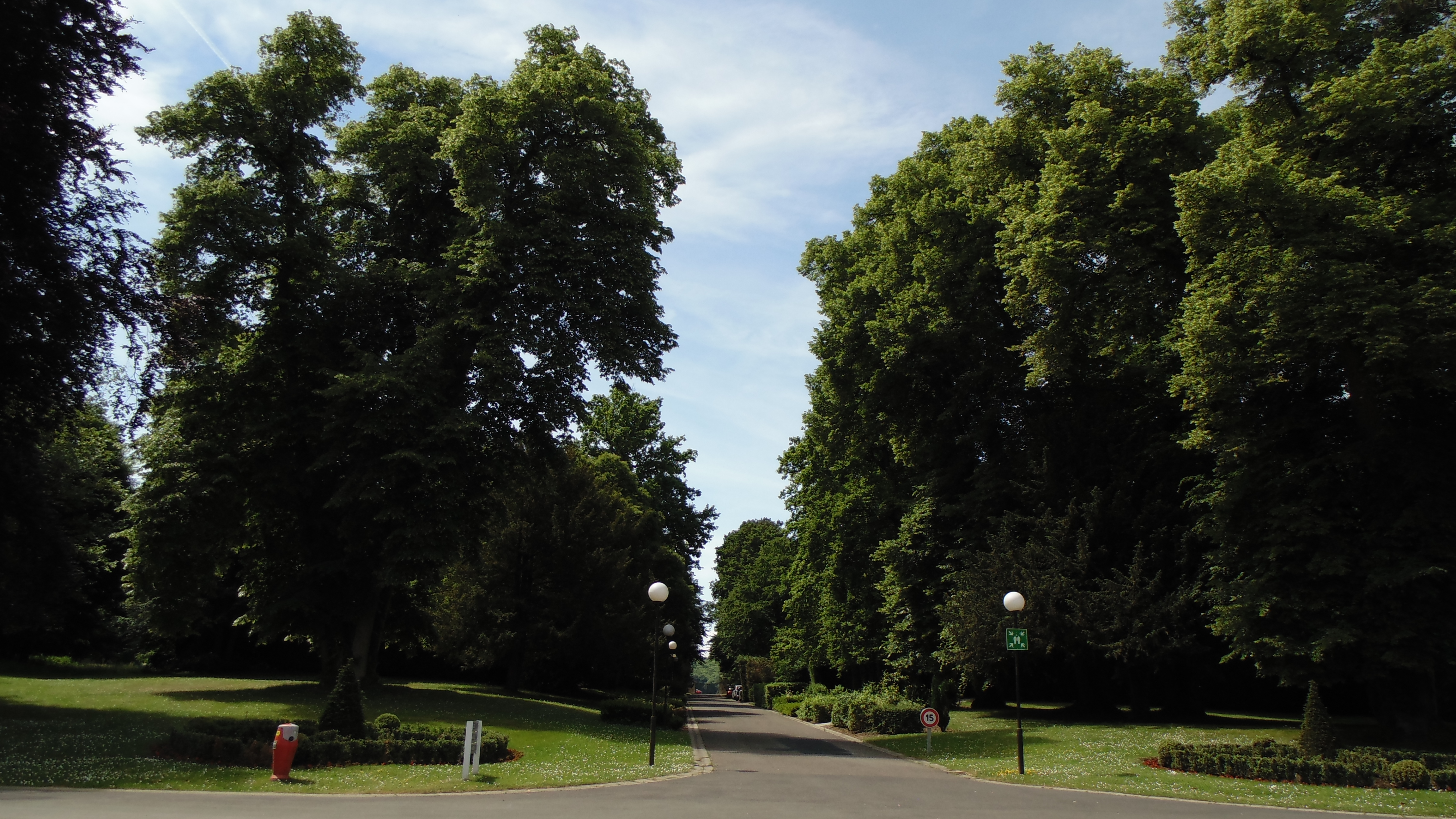
Vue de l'allée du parc.
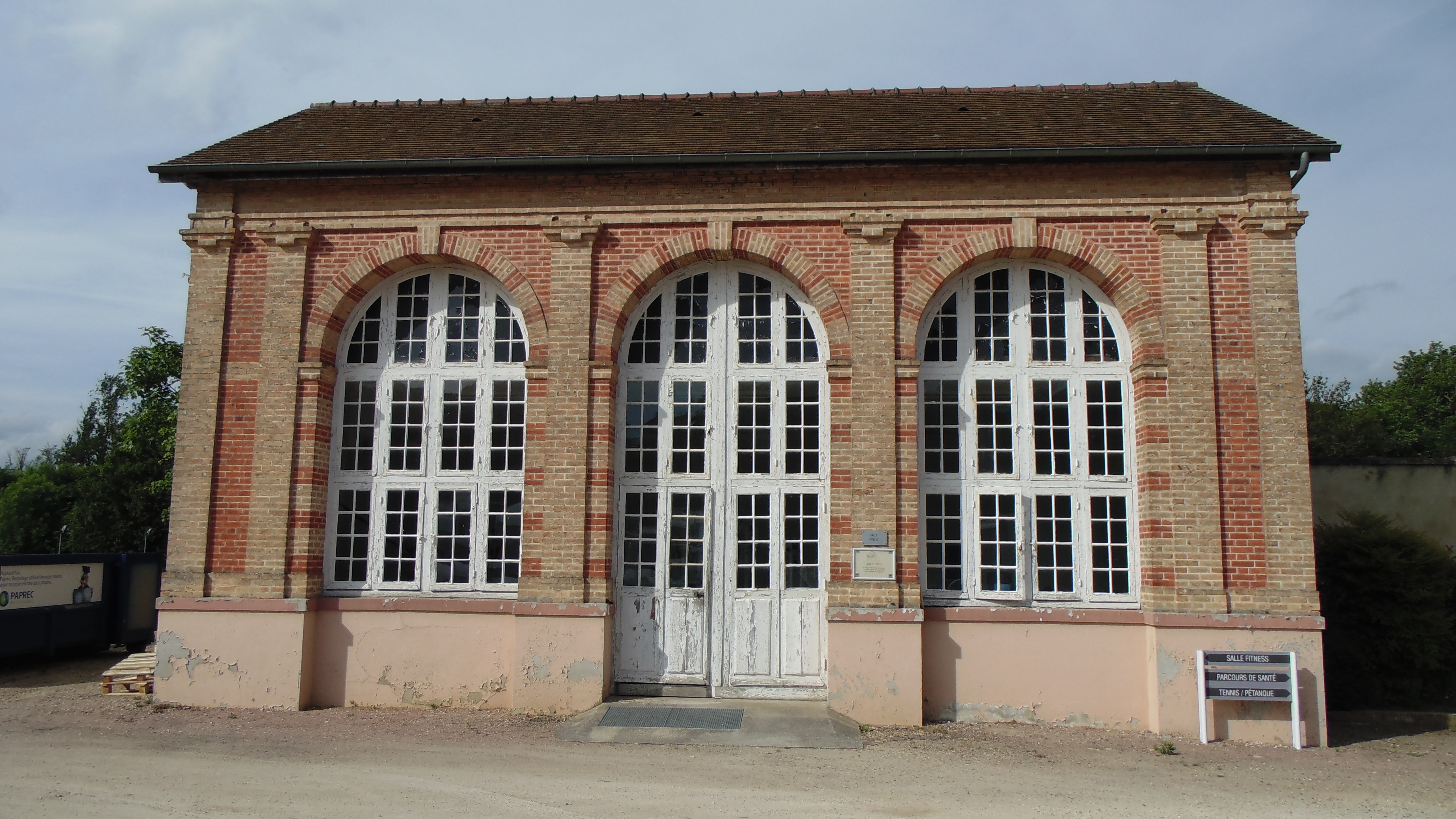
Vue de la salle de fitness.
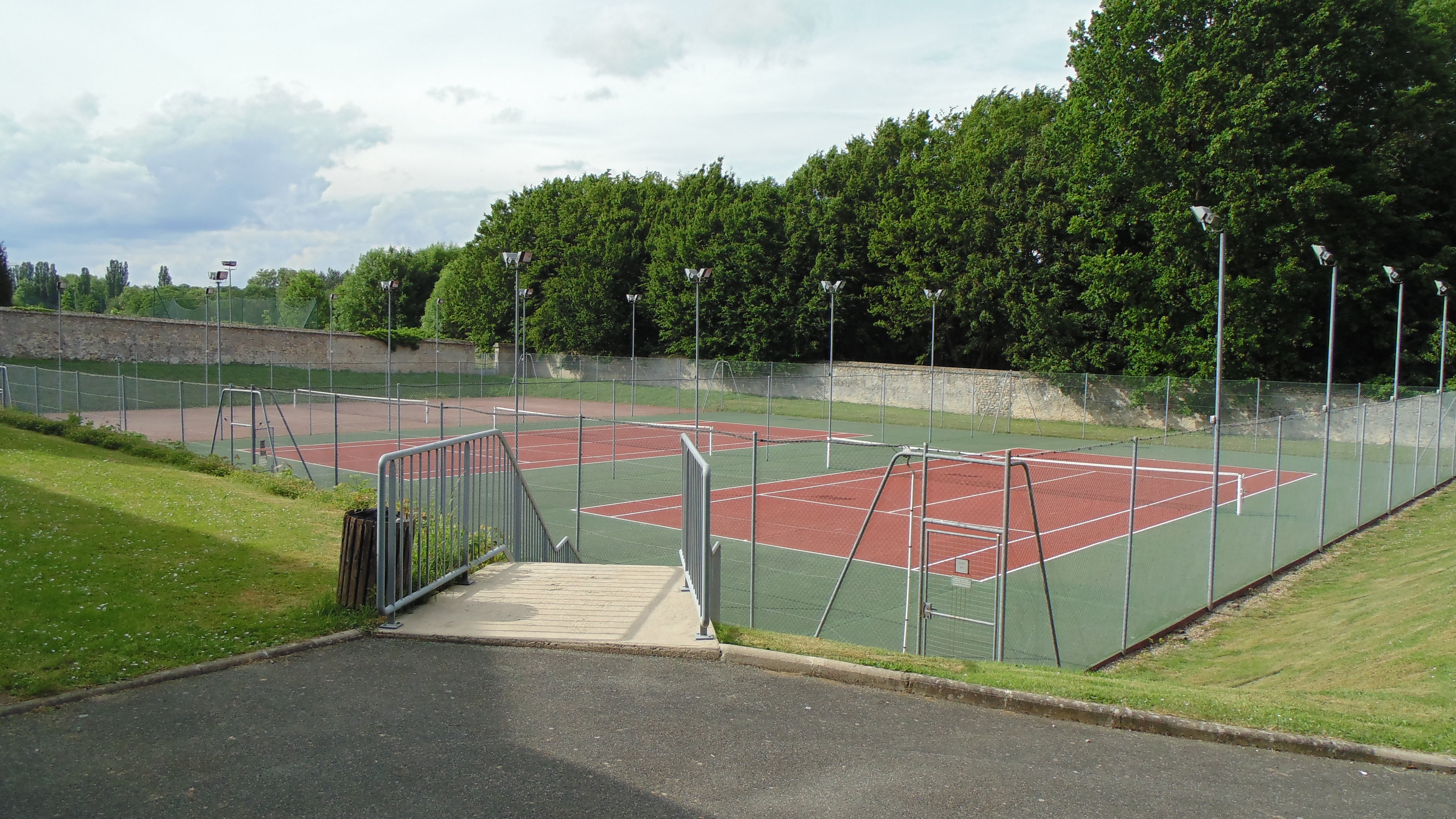
Aperçu du complexe sportif.
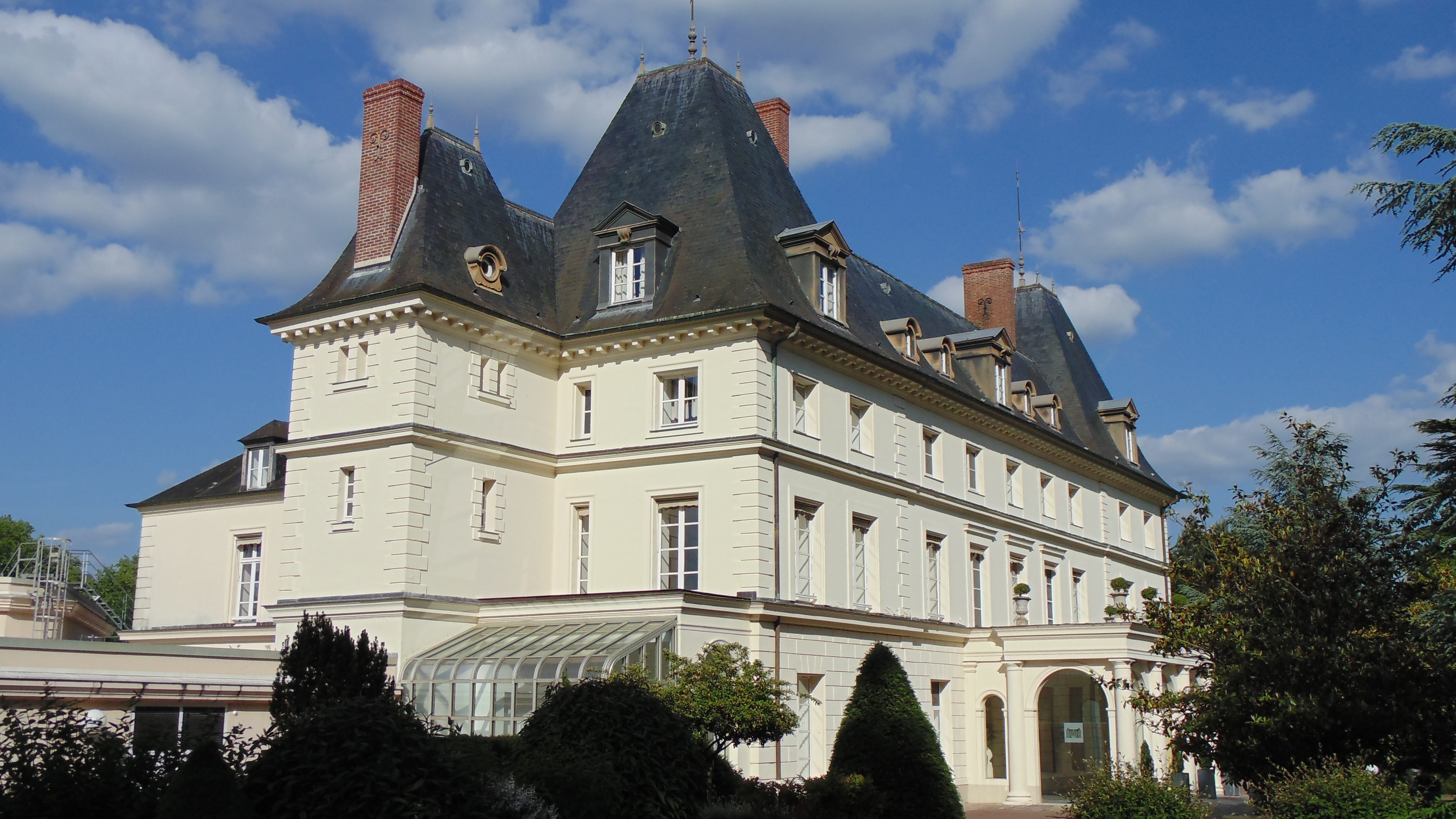
Vue de côté.

## Pour approfondir